# Православная классическая гимназия (Тольятти)
«Православная классическая гимназия» — православная гимназия в г. Тольятти, первое и единственное учебное заведение такого типа в Самарской области. Также на территории гимназии находятся детские площадки.
В гимназии учится более 400 человек.
Гимназия имеет государственную лицензию и аккредитацию.

## История

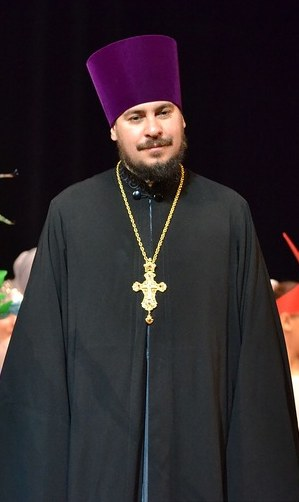
Дмитрий Лескин

Православная классическая гимназия существует в городе Тольятти с 1995 года. Она создана при деятельной поддержке Самарской епархии, Свято-Тихоновского Богословского института города Москвы и Самарской гуманитарной академии. Здание гимназии, за основу которого был взят стандартный комплекс детского сада, претерпело значительную перестройку и представляет собой оригинальный архитектурный ансамбль.
В октябре 1999 года её посетил Святейший Патриарх Московский и всея Руси Алексий II.
21 ноября 2000 года состоялось освящение храма во имя Всех Святых в земле Российской просиявших — домовой церкви гимназии.
30 марта 2009 во время делового визита премьер-министра России — Владимира Путина — в Тольятти (в ОАО «АВТОВАЗ»), он посетил гимназию и передал ей в дар Иверскую икону Божией Матери XVIII века. Премьер осмотрел домовую церковь, молитвенный зал и учебные классы гимназии, а также побывал на нескольких уроках.

## Деятельность

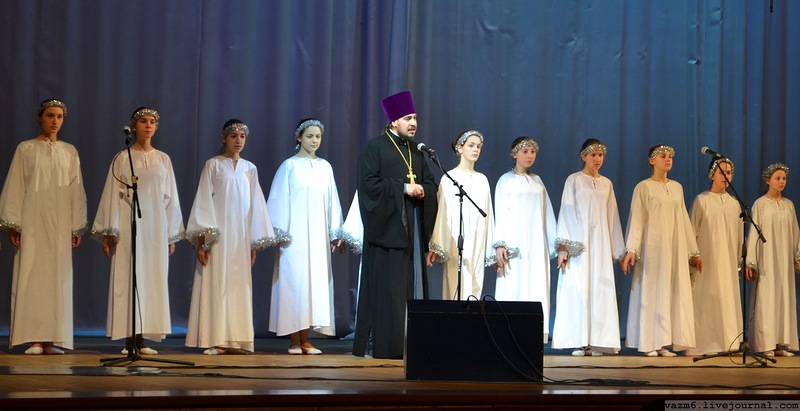
Рождественский концерт, подготовленный учащимися гимназии

Гимназия включена в систему общецерковного образования для мирян и основные её цели и задачи соответствуют программе Русской Православной Церкви, проводимой в области религиозного образования.
Воспитанники находятся в гимназии в течение всего дня. Для детей предусмотрены прогулки, обед и ужин, выполнение домашнего задания, отдых. У каждого класса, помимо учителей есть ещё и воспитатель (классная дама), под присмотром которого дети проводят весь день.
В образовательном процессе уделяется значительное внимание православной обрядности. В расписание («уклад») дня включена утренняя молитва в домовой церкви, молитвой начинается и заканчивается каждый урок. По четвергам служится общегимназический молебен. Раз в месяц дети принимают причастие, исповедуются штатному духовнику гимназии; два раза в месяц служится «детская» литургия. В течение всех лет учёбы в программу включён такой предмет, как церковное пение, мальчики посещают алтарную школу.
В каждом классе по 10-15 человек. Конкурс на приём в начальные классы — 2-3 человека на место. В 2010 году в гимназии обучались 330 детей. В гимназии проходит обучение по программам дошкольного, начального, основного и среднего (полного) общего, а также дополнительного образования.

## Педагогический состав
Директором гимназии является доктор философских наук, кандидат богословия, Почётный работник общего образования Российской Федерации протоиерей Димитрий Лескин.